# Liste mittelalterlicher Gaue

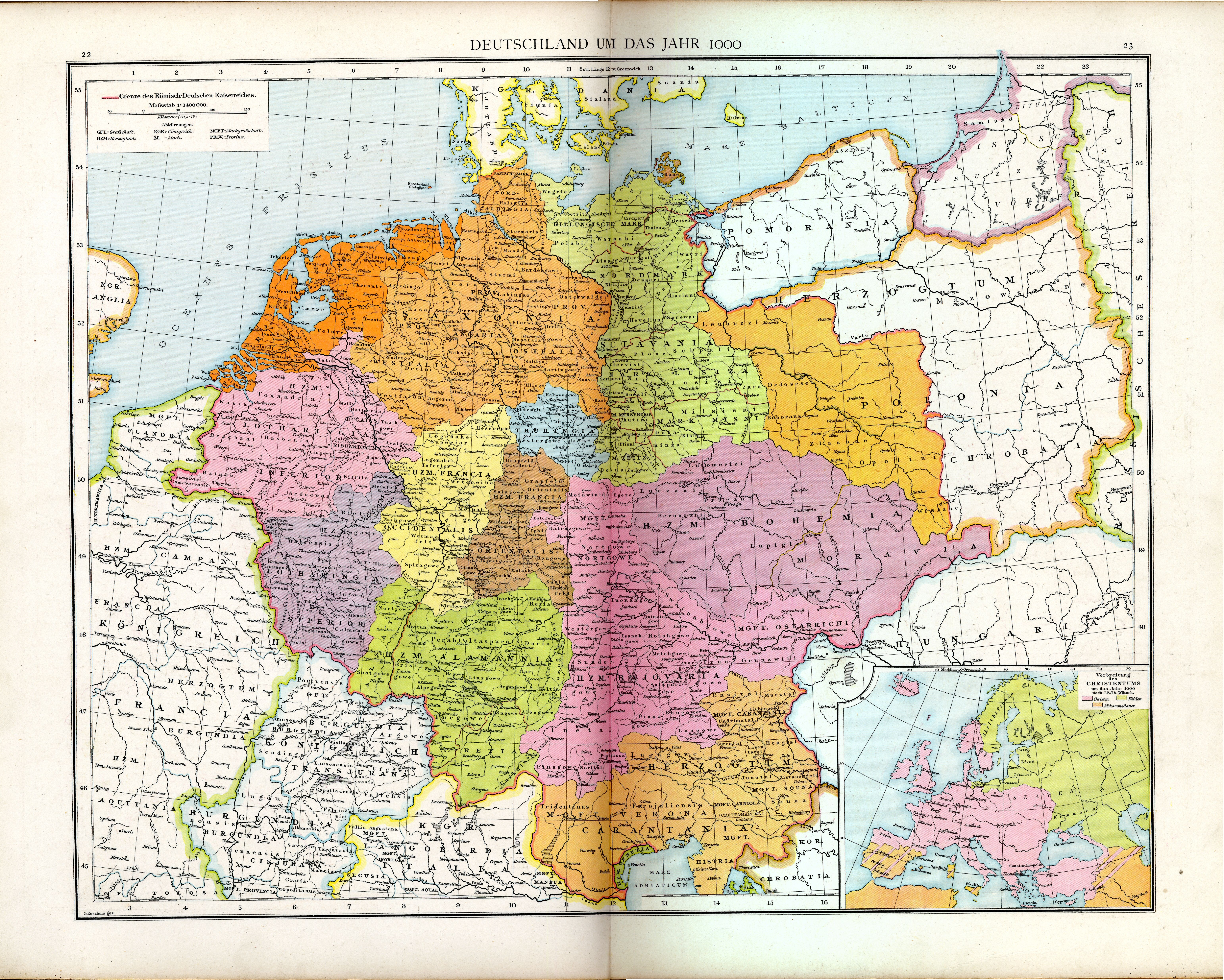
Die mittelalterlichen Gaue um 1000

Die folgende Liste mittelalterlicher Gaue ist im Aufbau begriffen und daher unvollständig.
Sie sammelt Landschaftsbezeichnungen aus der fränkischen Gauverfassung, die teils heute noch weithin, zum Teil aber nur noch regional benutzt werden, vor allem im Brauchtum. Ihre Lage ist oft nicht mehr allgemein bekannt, wird aber in Veröffentlichungen üblicherweise als bekannt vorausgesetzt. Wo über einen Gau schon einiges, aber noch nicht so viel bekannt war, dass er einen eigenen Artikel bekommen hätte, stehen hier wenigstens Stichpunkte.

## A
- Aachengau – um Aachen
- Aargau – nicht gebietsidentisch mit dem heutigen Schweizer Kanton Aargau
- Ahrgau – an der Ahr im nördlichen Rheinland-Pfalz
- Affagau = Apphagau – Schwäbisches Gebiet im heutigen Baden-Württemberg um Zwiefalten, Riedlingen, Hayingen
- Agradingau – Gebiet im nördlichen Landkreis Emsland und Teil der Niederlande (Westerwolde), zwischen Aschendorf und Meppen.
- Albgau, auch Alpgau – in Südbaden zwischen Wutach, Schwarzwald, Hochrhein und Baar, benannt nach dem Flüsschen Alb
- Albuinsbar in Südwürttemberg bei Ehingen (Donau)
- Albegau[1] an der Meurthe (rechter Zufluss der Mosel)
- Allgäu – südwestliches Bayern und südöstliches Baden-Württemberg, heutige Einteilung:
  - Oberallgäu (die Allgäuer Alpen und deren unmittelbares Vorland)
  - Unterallgäu (das sich nördlich daran anschließende Hügelland)
  - Ostallgäu (an Oberbayern grenzend)
  - Westallgäu (mit Teilen der zwei Landkreise Lindau und Ravensburg)
- Almango oder Almegau nördlich der Nithersi, östlich der Angeron, südlich der Patherga (bei Büren, Nordrhein-Westfalen)
- Altkreis (Wangen)
- Altgau, bei Bad Tennstedt und Großfurra
- Alzettegau[1] an der Alzette in Luxemburg
- Ambergau – Landschaft nordwestlich des Harzes im Einzugsbereich der Nette um Bockenem
- Ammergau – in Oberbayern
- Ammergau (Niedersachsen) – heute Ammerland
- Angeron (auch Angerngau)[2] – nordwestlich des Ittergaus (auch Nithersi)
- Anglachgau[2] – die Rheinebene (rechtsrheinisch) wohl zwischen Rastatt und Mannheim
- Antisengau
- Apphagau – Schwäbisches Gebiet im heutigen Baden-Württemberg um Zwiefalten, Riedlingen, Hayingen
- Ardennengau – im Länderdreieck Deutschland, Belgien, Luxemburg
- Arfeld[2]
- Argengau – das Gebiet der Argen am nordöstlichen Ufer des Bodensees
- Aringo
- Aschfeld[2]
- Astfala (auch Astfalia, Hastfala, Ostfalengau) – nördlich von Hildesheim, westlich von Braunschweig in Ostfalen im heutigen Niedersachsen
- Attergau – in Oberösterreich
- Auelgau – südöstlich Bonn, Siebengebirge
- Augangau
- Augau – in Niedersachsen, an der Weser bei Höxter, östlich des Nethegaus
- Augstgau (Bayern) – um Augsburg und am Lech
- Augstgau – der Raum südlich des Rheins oberhalb von Basel, von der Stadt Augst
- Ausicensis (Pagus Ausicensis[3]) – im oberen Saanetal
- Gau Auricherland
- Avalgau

## B
- Bachgau
- Badanachgau
- Balsamgau (Gau Balcsem, in Sachsen-Anhalt)
- Baringau[2] (zwischen Tullifeld und Grabfeld mittlere Rhön südwestlich von Meiningen)
- Balvengau – regional nicht einzuordnen, da nicht mit Ortsnamen verbunden
- Betuwe (in Gelderland, Niederlande)
- Bardengau (das Gebiet um Lüneburg)
- Bargengau (um Biel und Bern in der Schweiz)
- Bertoldsbaar oder Berchtoldsbaar (um 740; von Nagold bis Schwenningen)
- Bitgau[1] (Südeifel um Bitburg, nach dem Vicus Beda, heute Bitburg)
- Binagau, auch Bunnahagau (an Vils und Isar)
- Bliesgau[1] an der Blies (rechter Zufluss der Saar)
- Bonngau (um Bonn)
- Borgelngau – regional nicht einzuordnen, da nicht mit Ortsnamen verbunden
- Brabantgau (später Herzogtum Brabant)
- Gau Bracbanti[2] in Westfalen
- Breisgau (Südbaden)
- Brettachgau (Landkreis Heilbronn, Baden-Württemberg)
- Brisingau – umschließt den östlichen Zipfel des Orlaugaues im Süden des Gaues Geraha, trifft ungefähr am Kreuz B175/B92 auf den Gau Sarowe
- Gau Brokmerland
- Brukterergau[2]
- Buchonia[2] (im Raum von Rhön, Spessart und Vogelsberg)
- Buchsgau (Nordwestschweiz, zwischen Jura und Aare)
- Gau Budissin (Bautzen)
- Bukkigau im Kreis Schaumburg, Niedersachsen (Bukki altdt. für Buche)
- Bunnahagau siehe Binagau
- Bulderngau – regional nicht einzuordnen, da nicht mit Ortsnamen verbunden
- Burichingagau (auf der Schwäbischen Alb, südlicher Landkreis Reutlingen, nördlicher Landkreis Sigmaringen)
- Bursibant (um Rheine im Münsterland)

## C
- Chiemgau (Oberbayern)
- Gau Chutizi (um Leipzig)
- Gau Ciervisti (wohl gleichzusetzen mit dem Gau Zizizi, am Zusammenfluss von Elbe und Saale um das heutige Zerbst)
- Gau Circipani, um den Teterower See in Mecklenburg-Vorpommern
- Gau Coledizi (Sachsen-Anhalt) zwischen Halle und Köthen

## D
- Gau Daleminzi oder Daleminci (von der Elbe zwischen Meissen und Strehla bis hin nach Döbeln, Mügeln und Oschatz)
- Derlingau (oder Darlingau, östlich von Braunschweig)
- Dersagau (oder Dersigau) zwischen Vechta und Damme (Dümmer)
- Dervegau in Niedersachsen
- Gau Desseri (auch Dasseri), an der Dosse
- Dithmarschen (Schleswig-Holstein)
- Deutzgau (rechtsrheinisches Gebiet um Köln, linksrheinisch lag der Kölngau)
- Dobnagau im Vogtland
- Donaugau (Gegend um Straubing und Deggendorf in Bayern, Tuonahgowe auf der Karte)
- Drachgau (bei Schwäbisch Gmünd)
- Dreingau (im Münsterland, Dreieck zwischen Greven, Lippstadt und Lünen)
- Dreinigau[2] in Sachsen
- Drentgau in Westfalen
- Gau Ducharin (auch Thucharin oder Tucherini), um Teuchern in Sachsen-Anhalt
- Düffelgau (im Raum Kleve, aus den Schenkungen des Willibrord bezeugt, ging in der Betuwe oder Hattuarien auf)
- Duisburggau (Diuspurggau) (siehe: Ruhrgau)
- Durgouwes siehe Mürztalgau
- Duriagau in Schwaben

## E
- Eichelgau[1] an der Eichel (rechter Zufluss der Saar)
- Eichsfeld mit dem Untergau Onsfelt
- Eifelgau (Nordwesteifel)
- Einrich[2], auch Einrichgau, bei Katzenelnbogen
- Elsenzgau[2] (das Gebiet der Elsenz in Nordbaden)
- Elsgau (Ajoie, im Norden des Kantons Jura)
- Emsgau (an der Mündung der Ems), auch Gau Emsigerland
- Engersgau[2] (rechtsrheinisch am Mittelrhein und im Vorderen Westerwald)
- Enggau
- Gau Engilin in Mittelthüringen westlich der Unstrut
- Ennstalgau (das steirische Ennstal mit Seitentälern und Ausseerland)
- Enzgau in Nordwürttemberg an der Enz
- Erchgau in Südwürttemberg, an der Donau bei Munderkingen
- Erdagau[2] im heutigen Lahn-Dill-Kreis/Hessen
- Erdinggau, auch Hertinggau, um das heutige Erding
- Eriggau
- Ertgau, auch Eritgau

## F
- Faldera um Neumünster, ehemaliger sächsischer Grenzgau in Holstein zu den Abodriten und zu den Dänen, Sitz des Overbodens (Gauverwalters) war wohl die Wittorfer Burg
- Federgo
- Flachgau (Teil des Landes Salzburg), entstand im 19. Jahrhundert durch die Trennung des Salzburggaus in Flachgau und Tennengau, also kein mittelalterlicher Gau.
- Gau Flenithi oder Flenithigo bzw. Flenthigau – in der Region Gandersheim/Winzenburg
- Filsgau in Schwaben an der Fils
- Flutwidde (auch Flutwide, Flotwito oder Flotwede) im Städtedreieck Celle, Burgdorf und Peine im heutigen Niedersachsen.
- Folkfeld[2] oder Volkfeld, am Main (Unterfranken) bei Bamberg (siehe auch bei V)
- Folkoltsbar in Südwürttemberg, an der Donau bei Obermarchtal
- Frickgau zwischen Rhein und Aare um Frick
- Friesach (im N Kärntens, auch die Gebiete um Murau, St. Lambrecht und Neumarkt/Graslupp/Graslab in der heutigen Steiermark umfassend)
- Friesenfeld
- Frithenigau

## G
- Gandesemigau
- Gartachgau in Nordwürttemberg an der Gartach/Leinbach
- Gau Jom, kontroverses geschichtliches Siedlungs- und Herrschaftsgebiet der Jomswikinger sowie dänische Exklave an der Küste Vorpommerns
- Gäu (Baden-Württemberg)
- Gäu (im Kanton Solothurn)
- Genfer Gau (Schweiz)
- Gerbercensis[1] Name nur in lateinischer Form überliefert, nordwestlich von Metz an der Orne
- Germar-Mark (auch Germara-Mark) in Ost-Hessen und Thüringen
- Geraha in Ost-Thüringen, entspricht um 1320 ungefähr der Herrschaft Langenberg und der Herrschaft Gera
- Gildegau, namensgebender Hauptort Kastell Gelduba (Krefeld-Gellep); früher fälschlicherweise Keldachgau genannt und rechtsrheinisch (Düsseldorf) verortet
- Gillgau (am Niederrhein nordwestlich von Köln, zeitweise auch Kölngau genannt)
- Glehuntare in Schwaben
- Glemsgau in Nordwürttemberg an der Glems
- Godobi in der Oberlausitz, frühmittelalterliche Burg bzw. Gau, urkundliche Erwähnung 1007, wahrscheinlich mit Göda identisch
- Goe auf der Hamel, nördlich von Hameln
- Gollachgau
- Goßfeld[2] in Franken
- Gotzfeldgau, vermutlich in Südhessen
- Grabfeld[2] oder Grabfeldgau (im Grenzgebiet von Bayern und Thüringen, Schweinfurt liegt noch im südlichsten Teil des Gaues)
- Gretinge, nördlich von Celle
- Grönegau bei Osnabrück
- Gudingau oder Gud(d)ingo, um Elze im Saaletal bis zur Leine
- Gau Gunzwiti, westlich der Traisen in Niederösterreich

## H
- Haduloha, bei den Landen Hadeln und Wursten (siehe Geschichte von Hadeln und Wursten)
- Haigergau (um Haiger, ein Untergau des Oberlahngaus)
- Haistergau in Oberschwaben
- Hamaland
- Hardagau
- Gau Harlingerland
- Harzgau (der Harz)
- Hasegau um Löningen im westlichen Oldenburger Münsterland
- Haspengau (in Belgien, zwischen Lüttich und Hasselt am linken Maasufer)
- Hassegau (zwischen Mansfeld, Naumburg (Saale), Halle und Wettin)
- Hassgau (die Hassberge in Unterfranken)
- Hastfalagau (auch Astfalia, Hastfala, Ostfalengau) – nördlich von Hildesheim, westlich von Braunschweig in Ostfalen im heutigen Niedersachsen
- Hattenhuntare (789, Kreis Hechingen ohne Killertal und Alborte, mit Steinlachgemeinden bis Dußlingen)
- Hatterungau (Niederrhein)
- Hattuarien (entlang der Niers, mit Gennep und Geldern)
- Hegau (Südbaden/angrenzende Nordschweiz)
- Heilangau (Bremervörde, Buxtehude, Harburg, Stade etc.)
- Helmegau, bei Wallhausen und Kelbra und von Kleinwangen bis zur Saale
- Hengistgau (Weststeiermark, Zentrum Hengistburg/Hengsberg)
- Hennegau (Hainaut, Henegouw, in Belgien)
- Hessengau[2]/Hessigau
  - fränkischer Hessengau um Fritzlar und Kassel
  - sächsischer Hessengau im östlichen Westfalen und südlichen Niedersachsen
- Hettergau
- Hlidbeki-Gau, von Lübbecke in Westfalen bis zum Dümmer
- Holstengau in Schleswig-Holstein
- Gau Hrecwiti in Westfalen
- Hunsrückgau
- Huosigau in Bayern
- Husitingau (auch Usitigau), um Weimar
- Huygau im ehemaligen Königreich Lothringen

## I
- Illergau im südöstlichen Baden-Württemberg und südwestlichen Bayern
- Ingeringgau (auch Undrimagau, Gebiet um Knittelfeld und Judenburg, oberes Murtal)
- Ipfgau, auch Iffgau (Gebiet südlich des Steigerwaldes, Franken)
- Isengau an der Isen im Südosten Oberbayerns
- Itongau[1] an der oberen Nied (linker Zufluss der Saar)
- Ittergau[2] (Nithersi) an der mittleren Eder

## J
- Jagstgau an der unteren Jagst
- Jaun (Gft) (Jauntal, Kärnten, im SO bis Windisch-Graz/Slovenj Gradec und drauabwärts bis zum Wölka/Velka- und Tschermenitzen/Crmenica-Graben reichend)
- Jülichgau (um Jülich, südwestliches Nordrhein-Westfalen)

## K
- Karosgau[1] (Eifel um Prüm)
- Keldagau, namensgebender Hauptort Kastell Gelduba (Krefeld-Gellep); früher fälschlicherweise Keldachgau genannt und rechtsrheinisch (Düsseldorf) verortet
- Kelsgau (Gebiet im Umfeld des Landkreises Kelheim)
- Kimmen (auch Kinhem, Kinnin, Kemmenerland, Kennemerland), in Friesland
- Kinziggau (das Gebiet der Kinzig in Hessen)
- Klettgau (Südbaden, Nordschweiz)
- Knetzgau
- Kochergau (auch Cochengowe, das Gebiet des Kochertals im Norden des heutigen Baden-Württembergs)
- Kölngau (linksrheinisches Gebiet um Köln, rechtsrheinisch lag der Deutzgau)
- Königssondergau (auch Königssundragau oder Königssundern[2]), des Königs besonderer Gau, um Wiesbaden
- Kraichgau (Nordbaden)
- Kroatengau (auch Gau Chrowati, das Glantal um Sankt Veit an der Glan und das Krappfeld nö. von St. Veit (Kärnten))
- Künziggau (auch als Künzinggau, Quinzinggau, Chunzengau bezeichnet, Gebiet an der Vils und Rott, also rechts der Donau, nordwestlich von Passau) (Landgericht Landau-Osterhofen)
- Kützgau (vom Zülpichgau abgespalten, einzige Erwähnung im Jahr 898)

## L
- Largau
- Lahngau[2] (das Gebiet der Lahn in Hessen mit Gießen, Marburg und Wetzlar, die Stammlande der Konradiner)
  - Niederlahngau oder Unterlahngau (um Limburg)
  - Oberlahngau (um Marburg)
- Längwitzgau in Thüringen
- Leinegau[2] (das Gebiet der unteren Leine, auch Loingau genannt)
- Gau Lengenerland
- Leobengau (Gebiet um Leoben, Steiermark)
- Leomerike (Teil von Hamaland)
- Lerigau (Niedersachsen, westlich der mittleren Hunte bis über die obere Soeste hinaus)
- Liergau (auch Liergewe, Leraga, Gau Lera oder Leragau; zwischen Fuhse und Oker)
- Liesgau[2] in Südniedersachsen, westl. Harzvorland
- Gau Liezizi
- Linzgau (südliches Baden-Württemberg)
- Lobdengau[2] (östlich von Mannheim, nördlich von Heidelberg) bei Ladenburg
- Lochtropgau (im Sauerland, im ehemaligen Amt Fredeburg, Nordrhein-Westfalen)
- Lohra[2]
- Loingau zwischen unterem Leinetal und der Hohen Heide in Niedersachsen
- Lommegau (das Gebiet um Namur in Belgien, auch Lommatschgau)
- Lungau (Teil des Landes Salzburg)
- Lurngau (Gegend um Spittal an der Drau in Kärnten. Siehe auch Matrei im Hochmittelalter)
- Lusiza oder Lusici (Stammesgebiet der slawischen Lusitzi oder Lusizer in der heutigen Niederlausitz)
- Lüttichgau (das Gebiet um Lüttich)

## M
- Maasgau, westlich der Maas um Maastricht
- Maifeld
- Maingau[2] (früher Monichgowe um Aschaffenburg, Dieburg und Frankfurt am Main) spätere Bezeichnungen
  - Bachgau
  - Rodgau (Gau)
- Marstemgau (um Hannover)
- Mattiggau im Innviertel (Oberösterreich) um Mattighofen
- Maulachgau (auch Mulachgau)
- Mayenfeldgau (Osteifel), siehe Maifeld
- Methingau[1] (frz. Matois, das Pays haut zwischen Longwy und Briey)
- Metzgau[1] (das nähere Umland der Stadt Metz)
- Milsca, in der Oberlausitz. Siedlungsgebiet der slawischen Milzener um Bautzen
- Gau Moormerland
- Moraciani am Ostufer der Elbe von Magdeburg-Pechau bis Schartau
- Moringen
- Moselgau[1] (an der Mosel bei Thionville)
- Mühlgau (zwischen Maas und Niers)
- Munachgau
- Munderkinger Gau/Muntariche Huntare in Südwürttemberg bei Munderkingen
- Munigiseshuntare (um Münsingen (Württemberg))
- Gau Murizzi (an der Müritz)
- Murrgau in Nordwürttemberg an der Murr
- Mürztalgau, Durgouwes (steirisches Mürztal mit Seitentälern und Mariazeller Land)

## N
- Nabelgau in Thüringen
- Nagoldgau
- Nahegau[1][2] an der Nahe
- Neckargau[2]
- Gau Neletici östlich der Saale um Nehlitz mit der Burg Giebichenstein (Halle)
- Gau Neletizi an der Mulde um Wurzen
- Netgau (= Nethegau)
- Nethegau um Brakel und Bad Driburg in Westfalen
- Netragau
- Nibelgau (südöstliches Baden-Württemberg)
- Niddagau[2] (Gebiet der Nidda in Mittelhessen um Friedberg und Bad Homburg vor der Höhe)
- Niebelgau (südöstliches Baden-Württemberg oder in Rheinland-Pfalz?)
- Niederlahngau um Limburg
- Niedgau[1] an der Nied (linker Zufluss der Saar)
- Nielitizi
- Nisangau (Gau Nisane) (südlich von Dresden)
- Gau Nizizi (Gebiet zwischen Elbe, Mulde und Schwarzer Elster)
- Nithersi (= Ittergau) an der mittleren Eder
- Gau Norderland
- Nordgau (Bayern nördlich der Donau)
- Nordgau im Elsaß, der spätere Unterelsass
- Nordthüringgau (auch Nordthüringengau)
- Norital (Inntal, Wipp- und Eisacktal)
- Nudzici (östlich der Saale zwischen Halle und Bernburg)

## O
- Oberaargau, westlicher Teil des Aargaus (superior pagus Aragauginsis)
- Oberlahngau
- Oberrheingau (Südhessen, nicht zu verwechseln mit dem oberen Rheingau um Eltville)
- Ochsenfurter Gau (um Ochsenfurt in Unterfranken)
- Odangau (um Villip, Werthhoven, Oedingen und Unkel, links- und rechtsrheinisch, im 9. Jahrhundert belegt, danach auf Bonngau, Ahrgau und Auelgau aufgeteilt)
- Östringen (um Jever)
- Ohnfelt an der Ohne im Eichsfeld im nordwestlichen Thüringen
- Orlagau bei Saalfeld in Thüringen, reicht im Osten bis Niederpöllnitz, Rohna, Forstwolfersdorf
- Ortenau (auch Mortenau, Mittelbaden)
- Gau Osterwalde (Altmark)
- Osterburg-Gau im Weserbergland
- Ostergau in Friesland
- Ostergau (auch Ostergowe) im heutigen Mittelthüringen entspricht etwa der Ausdehnung des heutigen "Landkreis Weimarer Land" in Thüringen
- Ostrusna in der Oberlausitz, frühmittelalterliche Burg bzw. Gau, urkundliche Erwähnung 1007, wahrscheinlich mit Ostritz identisch
- Gau Overledingerland

## P
- Padergau[2] bei Paderborn
- Perfgau (im Grenzgebiet von Hessen und Nordrhein-Westfalen, im Landkreis Marburg-Biedenkopf)
- Pfinzgau (an der Pfinz östlich von Karlsruhe)
- Pfullichgau (ab 937; Pfullingen, Lichtenstein (Württemberg), Engstingen)
- Phirnigau
- Pinzgau (Teil des Landes Salzburg)
- Gau Plisni (Pleißenland)
- Plumgau[2] heutiger Spessart
- Gau Polabi, um Ratzeburg
- Pongau (Teil des Landes Salzburg)
- Prättigau (Val Pratens, im Kanton Graubünden)
- Gau Puonzowa um Zeitz
- Gau Pustertal, Pustertal

## Q
- Gau Quesizi (um die Burg Eilenburg im Landkreis Delitzsch in Sachsen)
- Quinzinggau (siehe Künzinggau)

## R
- Radenzgau (Oberfranken)
- Rammachgau (nördliches Oberschwaben)
- Rangau (westlich von Nürnberg)
- Rebgau (in Oberösterreich)
- Gau Rheiderland
- Rheingau[2] (um Wiesbaden und Darmstadt)
- Riesgau (um Nördlingen)
- Ringgau
- Ripuariergau (südwestlich Bonn mit Rheinbach und Münstereifel)
- Rittigau (um Northeim, Südniedersachsen)
- Gau Rizani
- Rizzigau[1] lat. Pagus Reciensis nach dem Vicus Ricciacum bei Dalheim 10 km westlich von Remich in Luxemburg
- Rosselgau[1] an der Rossel (linker Zufluss der Saar)
- Rotagau, auch Rottgau bzw. Rottachgau (um Passau)
- Gau Rüstringen (unmittelbar westlich und östlich des heutigen Jadebusens)
- Gau Ruppmannsburg (auch Rodmaresperch)[4]
- Ruhrgau (auch Duisburggau genannt, das heutige westliche Ruhrgebiet mit Duisburg und Essen)
- Rurgau (das Gebiet der Rur in Nordrhein-Westfalen in der Region Aachen)
  - Achtung: Rurgau und Ruhrgau werden in der älteren Literatur häufig verwechselt.

## S
- Saalgau um Hammelburg
- Saalegau[2] in Thüringen
- Saargau[1] (Oberer Saargau um Sarrebourg an der Saar)
- Saargau[1] (Unterer Saargau um Wallerfangen an der Saar)
- Salingau siehe Seillegau
- Salzgau (Ostfalen), auch Saltgau (comecia Saltga, pagus Saltgo), bei Salzgitter in Niedersachsen
- Salzgau (Franken) um Bad Neustadt an der Saale in Unterfranken
- Salzgau (Lothringen) siehe Saulnois
- Salzburggau (Flachgau und Tennengau in Österreich, Rupertiwinkel und Reichenhaller Tal in Bayern)
- Sanntalgau (später: Grafschaft Cilli)
- Sarowe – von Bad Lobenstein bis nach Franken (Bistum Bamberg), östlich nach Böhmen (Bistum Prag) bis Zwickau im Norden steht, geht von da aus nw. Richtung Gau Gera, westlich am Orlagau entlang, bis wieder Lobenstein erreicht wird – der DobnaGau ist ein Untergau des Gaues Sarowe und liegt innert diesem
- Sauergau[1] an der Sauer in Luxemburg
- Gau Saterland
- Scarponagau[1] (frz. Scarponois), nach dem Vicus Scarpona bei Dieulouard an der Mosel zwischen Toul und Metz
- Schefflenzgau[2] im nordbadischen Bauland
- Scherragau (um Ebingen, Spaichingen, Tuttlingen)
- Schozachgau in Nordwürttemberg an der Schozach
- Schussengau in Oberschwaben
- Schwabengau (Westteil von Sachsen-Anhalt)
- Schweinachgau Gebiet links der Donau, nordöstlich von Passau
- Schwerzgau in Südwürttemberg, bei Allmendingen
- Gau Scotelingo oder Scotelingen westlich und nordwestlich von Hildesheim
- Seillegau[1] (frz. Saulnois), an der Seille (rechter Zufluss der Mosel) um Salzburgen
- Senonagischer Gau, (Gebiet im heutigen Frankreich, Herkunftsgegend des Samo)
- Gau Serimunt (Gebiet zwischen Saale, Mulde, Elbe und Fuhne)
- Sintfeld (südlich von Paderborn, Bürener Land, Nordrhein-Westfalen)
- Sisgau (Nordwestschweiz)
- Gau Siusili (auch Susali) in der Leipziger Tieflandsbucht an der Mulde in Sachsen
- Skopingau (um Schöppingen, Münsterland, Nordrhein-Westfalen)
- Soratfeld (südöstlich von Paderborn, Bürener Land, Nordrhein-Westfalen)
- Sornegau (am linken Rheinufer südlich von Basel, CH)
- Speyergau[2] (um Speyer)
- Stevergau (um Coesfeld, Münsterland, Nordrhein-Westfalen)
- Stormarn (Schleswig-Holstein)
- Strudengau (Niederösterreich)
- Sturmigau Landkreis Verden; von Hoya rechts der Weser über die Allermündung in den Ostteil des Landkreises Verden[5]
- Sualafeldgau (Bayern)
- Sudergo (Münster)
- Südthüringengau (auch Südthüringgau)
- Suilbergau (auch „Suilberigavvi“ oder Sülberggau), westlich der Leine um Einbeck in Niedersachsen mit zentraler Gerichtsstätte am Sülberg bei Strodthagen
- Sülchgau oder Sülichgau (Schwaben, um Rottenburg am Neckar, grob der heutige Landkreis Tübingen)
- Sulmgau (um Neckarsulm)
- Sulzgau (auch Solzgowe)
- Sundergau (Bayern)
- Sundgau (Oberelsass)
- Swistgau (an der oberen Swist am Nordostrand der Eifel)

## T
- Taubergau (etwa der heutige Main-Tauber-Kreis, aber ohne Wertheim)
- Tennengau (Teil des Landes Salzburg), entstand im 19. Jahrhundert durch die Trennung des Salzburggaus in Flachgau und Tennengau, also kein mittelalterlicher Gau.
- Gau Threcwiti (östlich des Heiligen Meeres), Osnabrück
- Thurgau (nicht identisch mit dem heutigen Schweizer Kanton Thurgau)
- Nordthüringgau (in Sachsen-Anhalt)
- Tilithigau (um Bad Pyrmont, südliches Niedersachsen)
- Traungau (Gebiet zwischen Hausruck und Enns, Oberösterreich)
- Trebista in der Oberlausitz, frühmittelalterliche Burg bzw. Gau, urkundliche Erwähnung 1007
- Trechirgau (südlich der Untermosel, westlich des Rheins, ab Anfang 10. Jahrhundert belegt, lag zwischen dem Mayenfeldgau und den nördlichen Ausläufern des Nahegaus)
- Treveresga (bei Salzkotten, Paderborner Land, Nordrhein-Westfalen)
- Triergau[1] (rechtes Saar- und Moselufer von Merzig bis Wintrich und anschließender Hochwald)
- Tullifeld[2] (nordöstlich der Wasserkuppe im westlichen Thüringen)

## U
- Ufgau (Mittelbaden)
- Undrimagau (auch Ingeringgau, Gebiet um Knittelfeld und Judenburg, oberes Murtal)
- Utisigau (Husitingau), um Weimar

## V
- Valingau mit Gut Kemme in Schellerten, Burg Poppenburg in Burgstemmen, 1049 in der Grafschaft des Grafen Bruno (von Braunschweig , Brun II. von den Brunonen)
- Valothungo
- Varngau
- Gau Veluwe in den Niederlanden
- Venkigau, auch Fenkiongau genannt, lag östlich vom Gau Bursibant
- Venzigau
- Verdungau[1] um Verdun an der Maas
- Viehbachgau (an der unteren Isar, Gegend von Landshut)
- Vinschgau (oder Vintschgau, mittelalterlich: Finsgowe, Südtirol)
- Volkfeld oder Folkfeld[2], am Main (Unterfranken) bei Bamberg (siehe auch bei F)

## W
- Wachau (Niederösterreich)
- Walchgau
- Waldgau (Kanton Waadt und weitere Gebiete/Schweiz; auch Waldenser Gau)
- Waldsassengau[2] in Unterfranken, Waltsazi genannt (der östliche Teil vom Spessart und das Gebiet zwischen Mainviereck und Maindreieck)
- Waldsati (zwischen Bremen und Zeven)
- Walgau (Vorarlberg)
- Wallis (Schweiz)
- Grafschaft Wallerfangen[1] an der mittleren Saar
- Gau Wangerland
- Gau Warnabi
- Wasgau (Pfälzerwald), nördlicher Teil der Großlandschaft Vosagus (Vogesen)
- Watergau in Thüringen
- Wavergau (auch Wabergau, Woëvregau[1], Teil der Großlandschaft Wabr(i)a (Woëvre) zwischen Maas und Mosel)
- Wehsigau
- Weitagau in Westfalen
- Weitaha in Sachsen-Anhalt und Thüringen, zwischen Weißenfels, Naumburg und Camburg
- Werinofeld in Thüringen
- Werngau[2] in Hessen
- Westergau (Bayern) (Raum Freising, Bayern)
- Westergau (Friesland)
- Westergau (Thüringen)
- Westfalengau (im Raum Ruhr und Lippe, in etwa das heutige östliche (westfälische) Ruhrgebiet)
- Wetagau in Thüringen
- Wetigau (Raum Schwalenberg im Kreis Lippe)
- Wetterau (früher Wettergau oder Wettereiba[2])
- Gau Wigmodi (Wigmodia, Wigmodien) nördlich von Bremen
- Wingarteiba[2] im Neckar-Odenwald-Kreis
- Wiehegau, ein Untergau des Gaues Englin bei Wiehe in Thüringen
- Wikanafeld, ein Untergau des Gudingaues in Ostfalen mit Kirchort Eschershausen
- Wippergau in Thüringen
- Wittingau
- Wolauki im Elbknie um Pratau
- Wonnegau um Worms
- Wormsgau[2] (auch Wormsfeld, Wormsfeldgau[1], westlich von Worms)
- Würmgau in Württemberg an der Würm

## Z
- Zabergäu in Nordwürttemberg an der Zaber
- Gau Zemzizi
- Zirzipanien, um den Teterower See in Mecklenburg-Vorpommern
- Gau Zistanesfeld (auch Zitilinesfeld) Draugebiet von Marburg bis Pettau (Untersteiermark)
- Gau Zitizi (Zizizi), wohl gleichzusetzen mit dem Gau Ciervisti um das heutige Zerbst in Sachsen-Anhalt
- Gau Zwikowe in West-Sachsen
- Zülpichgau (um Zülpich, südwestliches Nordrhein-Westfalen)
- Zürichgau (um Zürich)